# Сульфід натрію
Сульфі́д на́трію, сірчи́стий на́трій — Na2S, середня натрієва сіль сульфідної кислоти.
Сірчистий натрій отримують при сплавленні сульфату натрію з кам'яним вугіллям або коксом при температурі 900°C:
2Na2SO4 + 2C → Na2S + 2CO2
з послідовним вилуговуванням отриманого плаву водою, виділенням нерозчинних домішок і випаровуванням розчину до одержання лугу.
Токсичний, при зіткненні з кислотами виділяє токсичний сірководень. На повітрі сірчистий натрій окиснюється із утворенням тіосульфату натрію:
2Na2S + 2O2 + H2O → Na2S2O3 +2NaOH .
Сірчистий натрій добре розчинюється у воді, його водні розчини піддаються гідролізу з дисоціацією продуктів гідролізу на сульфідні і гідросульфідні йони. Окиснення сірчистого натрію у водному розчині супроводжується створенням тіосульфат-, сульфіт- і сульфат-йонів. При електровідновленні сірчистого натрію відбувається зниження концентрації кисню у воді і підвищення концентрації сульфідних йонів.